# Great Northern Railway (South Australia)
| Streckenlänge: | 1219 km           |                                      |                                      |
| Spurweite: | 1067 mm (Kapspur) |                                      |                                      |
| |                   |                                      |                                      |
| \| \| 92[1] \| Port Augusta \| Port Augusta \| \| \| \| Stirling North \| \| \| \| \| Saltia \| \| \| \| \| Woolundunga \| \| \| \| \| Waukarle Creek \| \| \| \| \| Woolshed Flat \| \| \| \| \| Summit Pichi Richi Pass \| \| \| \| \| Quorn ehemals: Pinkerton \| \| \| \| \| nach Terowie \| \| \| \| \| Pinkerton Creek \| \| \| \| \| Willochra \| \| \| \| \| Gordon \| \| \| \| \| Wirreanda Creek \| \| \| \| \| Wilson ehemals: Kanyaka \| \| \| \| \| Wonoka Creek \| \| \| \| \| Hawker ehemals: Wonoka \| \| \| \| \| Hookina \| \| \| \| \| Mernmerna \| \| \| \| \| Edeowie \| \| \| \| 231 \| Brachina \| Brachina \| \| \| \| Meadows \| \| \| \| 254 \| Prachilna \| Prachilna \| \| \| 271 \| Nilpena \| Nilpena \| \| \| \| Black Fellow’s Creek \| \| \| \| 287 \| Beltana ehemals: Blinman Well \| Beltana ehemals: Blinman Well \| \| \| \| Potappa \| \| \| \| \| Windy Creek \| \| \| \| \| Leigh’s Creek \| \| \| \| 325 \| Copley bis 1917: Leigh’s Creek \| Copley bis 1917: Leigh’s Creek \| \| \| \| Coal Siding \| \| \| \| 336 \| Telford \| Telford \| \| \| 357 \| Lyndhurst \| Lyndhurst \| \| \| 382 \| Farina ehemals: Government Gums \| Farina ehemals: Government Gums \| \| \| \| Wirrawilla \| \| \| \| \| Mundowdna \| \| \| \| 435 \| Marree ehemals: Hergott Springs \| Marree ehemals: Hergott Springs \| \| \| 449 \| Callana \| Callana \| \| \| \| Wangianna \| \| \| \| 487 \| Alberrie Creek \| Alberrie Creek \| \| \| 503 \| Bopeechee \| Bopeechee \| \| \| 536 \| Curdimurka auch: Stuart’s Creek \| Curdimurka auch: Stuart’s Creek \| \| \| \| Stuart’s Creek tiefster Punkt … \| \| \| \| \| … der Strecke: 1 m unter NN[2] \| \| \| \| 550 \| Margaret \| Margaret \| \| \| 563 \| Coward Springs \| Coward Springs \| \| \| 587 \| Beresford \| Beresford \| \| \| 599 \| Strangways Springs \| Strangways Springs \| \| \| \| The Neales \| \| \| \| \| Irrappatana \| \| \| \| 636 \| William Creek \| William Creek \| \| \| 662 \| Anna Creek \| Anna Creek \| \| \| 678 \| Box Creek \| Box Creek \| \| \| 712 \| Duff Creek auch: Boorthanna \| Duff Creek auch: Boorthanna \| \| \| 728 \| Edwards Creek \| Edwards Creek \| \| \| 745 \| Warrina \| Warrina \| \| \| \| The Peak \| \| \| \| 760 \| Algebuckina \| Algebuckina \| \| \| \| The Neales \| \| \| \| 791 \| Mount Dutton \| Mount Dutton \| \| \| \| Cadnowie Springs \| \| \| \| 832 \| Oodnadatta ehemals: Angle Pole \| Oodnadatta ehemals: Angle Pole \| \| \| 873 \| Alberga \| Alberga \| \| \| 903 \| Mount Sarah \| Mount Sarah \| \| \| 938 \| Pedirka \| Pedirka \| \| \| 970 \| Ilbunga \| Ilbunga \| \| \| 991 \| Bloods Creek \| Bloods Creek \| \| \| 1007 \| Abminga \| Abminga \| \| \| 1042 \| Duffield \| Duffield \| \| \| 1075 \| Finke (Northern Territory) (Aputula) \| Finke (Northern Territory) (Aputula) \| \| \| 1107 \| Rumbalara \| Rumbalara \| \| \| 1121 \| Mount Squire \| Mount Squire \| \| \| 1162 \| Bundooma \| Bundooma \| \| \| 1203 \| Rodinga \| Rodinga \| \| \| 1226 \| Deep Weli \| Deep Weli \| \| \| 1238 \| Ooraminna \| Ooraminna \| \| \| 1271 \| Ewaninga \| Ewaninga \| \| \| 1294 \| Macdonnell \| Macdonnell \| \| \| 1304 \| Alice Springs ehemals: Stuart \| Alice Springs ehemals: Stuart \| |                   |                                      |                                      |
| Kopfbahnhof Streckenanfang | 92                | Port Augusta                         | Port Augusta                         |
| Bahnhof |                   | Stirling North                       | Stirling North                       |
| Bahnhof |                   | Saltia                               | Saltia                               |
| Brücke über Wasserlauf |                   | Woolundunga                          | Woolundunga                          |
| Brücke über Wasserlauf |                   | Waukarle Creek                       | Waukarle Creek                       |
| Bahnhof |                   | Woolshed Flat                        | Woolshed Flat                        |
| Bahnhof |                   | Summit Pichi Richi Pass              | Summit Pichi Richi Pass              |
| Kopfbahnhof Strecke ab hier außer Betrieb |                   | Quorn ehemals: Pinkerton             | Quorn ehemals: Pinkerton             |
| Abzweig geradeaus und nach rechts (Strecke außer Betrieb) |                   | nach Terowie                         | nach Terowie                         |
| Brücke über Wasserlauf (Strecke außer Betrieb) |                   | Pinkerton Creek                      | Pinkerton Creek                      |
| Bahnhof (Strecke außer Betrieb) |                   | Willochra                            | Willochra                            |
| Bahnhof (Strecke außer Betrieb) |                   | Gordon                               | Gordon                               |
| Brücke über Wasserlauf (Strecke außer Betrieb) |                   | Wirreanda Creek                      | Wirreanda Creek                      |
| Bahnhof (Strecke außer Betrieb) |                   | Wilson ehemals: Kanyaka              | Wilson ehemals: Kanyaka              |
| Brücke über Wasserlauf (Strecke außer Betrieb) |                   | Wonoka Creek                         | Wonoka Creek                         |
| Bahnhof (Strecke außer Betrieb) |                   | Hawker ehemals: Wonoka               | Hawker ehemals: Wonoka               |
| Bahnhof (Strecke außer Betrieb) |                   | Hookina                              | Hookina                              |
| Bahnhof (Strecke außer Betrieb) |                   | Mernmerna                            | Mernmerna                            |
| Bahnhof (Strecke außer Betrieb) |                   | Edeowie                              | Edeowie                              |
| Bahnhof (Strecke außer Betrieb) | 231               | Brachina                             | Brachina                             |
| Bahnhof (Strecke außer Betrieb) |                   | Meadows                              | Meadows                              |
| Bahnhof (Strecke außer Betrieb) | 254               | Prachilna                            | Prachilna                            |
| Bahnhof (Strecke außer Betrieb) | 271               | Nilpena                              | Nilpena                              |
| Bahnhof (Strecke außer Betrieb) |                   | Black Fellow’s Creek                 | Black Fellow’s Creek                 |
| Bahnhof (Strecke außer Betrieb) | 287               | Beltana ehemals: Blinman Well        | Beltana ehemals: Blinman Well        |
| Bahnhof (Strecke außer Betrieb) |                   | Potappa                              | Potappa                              |
| Brücke über Wasserlauf (Strecke außer Betrieb) |                   | Windy Creek                          | Windy Creek                          |
| Brücke über Wasserlauf (Strecke außer Betrieb) |                   | Leigh’s Creek                        | Leigh’s Creek                        |
| Bahnhof (Strecke außer Betrieb) | 325               | Copley bis 1917: Leigh’s Creek       | Copley bis 1917: Leigh’s Creek       |
| Bahnhof (Strecke außer Betrieb) |                   | Coal Siding                          | Coal Siding                          |
| Bahnhof (Strecke außer Betrieb) | 336               | Telford                              | Telford                              |
| Bahnhof (Strecke außer Betrieb) | 357               | Lyndhurst                            | Lyndhurst                            |
| Bahnhof (Strecke außer Betrieb) | 382               | Farina ehemals: Government Gums      | Farina ehemals: Government Gums      |
| Bahnhof (Strecke außer Betrieb) |                   | Wirrawilla                           | Wirrawilla                           |
| Bahnhof (Strecke außer Betrieb) |                   | Mundowdna                            | Mundowdna                            |
| Bahnhof (Strecke außer Betrieb) | 435               | Marree ehemals: Hergott Springs      | Marree ehemals: Hergott Springs      |
| Bahnhof (Strecke außer Betrieb) | 449               | Callana                              | Callana                              |
| Bahnhof (Strecke außer Betrieb) |                   | Wangianna                            | Wangianna                            |
| Bahnhof (Strecke außer Betrieb) | 487               | Alberrie Creek                       | Alberrie Creek                       |
| Bahnhof (Strecke außer Betrieb) | 503               | Bopeechee                            | Bopeechee                            |
| Bahnhof (Strecke außer Betrieb) | 536               | Curdimurka auch: Stuart’s Creek      | Curdimurka auch: Stuart’s Creek      |
| Brücke über Wasserlauf (Strecke außer Betrieb) |                   | Stuart’s Creek tiefster Punkt …      | Stuart’s Creek tiefster Punkt …      |
| Strecke (außer Betrieb) |                   | … der Strecke: 1 m unter NN          | … der Strecke: 1 m unter NN          |
| Bahnhof (Strecke außer Betrieb) | 550               | Margaret                             | Margaret                             |
| Bahnhof (Strecke außer Betrieb) | 563               | Coward Springs                       | Coward Springs                       |
| Bahnhof (Strecke außer Betrieb) | 587               | Beresford                            | Beresford                            |
| Bahnhof (Strecke außer Betrieb) | 599               | Strangways Springs                   | Strangways Springs                   |
| Brücke über Wasserlauf (Strecke außer Betrieb) |                   | The Neales                           | The Neales                           |
| Bahnhof (Strecke außer Betrieb) |                   | Irrappatana                          | Irrappatana                          |
| Bahnhof (Strecke außer Betrieb) | 636               | William Creek                        | William Creek                        |
| Bahnhof (Strecke außer Betrieb) | 662               | Anna Creek                           | Anna Creek                           |
| Bahnhof (Strecke außer Betrieb) | 678               | Box Creek                            | Box Creek                            |
| Bahnhof (Strecke außer Betrieb) | 712               | Duff Creek auch: Boorthanna          | Duff Creek auch: Boorthanna          |
| Bahnhof (Strecke außer Betrieb) | 728               | Edwards Creek                        | Edwards Creek                        |
| Bahnhof (Strecke außer Betrieb) | 745               | Warrina                              | Warrina                              |
| Brücke über Wasserlauf (Strecke außer Betrieb) |                   | The Peak                             | The Peak                             |
| Bahnhof (Strecke außer Betrieb) | 760               | Algebuckina                          | Algebuckina                          |
| Brücke über Wasserlauf (Strecke außer Betrieb) |                   | The Neales                           | The Neales                           |
| Bahnhof (Strecke außer Betrieb) | 791               | Mount Dutton                         | Mount Dutton                         |
| Bahnhof (Strecke außer Betrieb) |                   | Cadnowie Springs                     | Cadnowie Springs                     |
| Bahnhof (Strecke außer Betrieb) | 832               | Oodnadatta ehemals: Angle Pole       | Oodnadatta ehemals: Angle Pole       |
| Bahnhof (Strecke außer Betrieb) | 873               | Alberga                              | Alberga                              |
| Bahnhof (Strecke außer Betrieb) | 903               | Mount Sarah                          | Mount Sarah                          |
| Bahnhof (Strecke außer Betrieb) | 938               | Pedirka                              | Pedirka                              |
| Bahnhof (Strecke außer Betrieb) | 970               | Ilbunga                              | Ilbunga                              |
| Bahnhof (Strecke außer Betrieb) | 991               | Bloods Creek                         | Bloods Creek                         |
| Bahnhof (Strecke außer Betrieb) | 1007              | Abminga                              | Abminga                              |
| Bahnhof (Strecke außer Betrieb) | 1042              | Duffield                             | Duffield                             |
| Bahnhof (Strecke außer Betrieb) | 1075              | Finke (Northern Territory) (Aputula) | Finke (Northern Territory) (Aputula) |
| Bahnhof (Strecke außer Betrieb) | 1107              | Rumbalara                            | Rumbalara                            |
| Bahnhof (Strecke außer Betrieb) | 1121              | Mount Squire                         | Mount Squire                         |
| Bahnhof (Strecke außer Betrieb) | 1162              | Bundooma                             | Bundooma                             |
| Bahnhof (Strecke außer Betrieb) | 1203              | Rodinga                              | Rodinga                              |
| Bahnhof (Strecke außer Betrieb) | 1226              | Deep Weli                            | Deep Weli                            |
| Bahnhof (Strecke außer Betrieb) | 1238              | Ooraminna                            | Ooraminna                            |
| Bahnhof (Strecke außer Betrieb) | 1271              | Ewaninga                             | Ewaninga                             |
| Bahnhof (Strecke außer Betrieb) | 1294              | Macdonnell                           | Macdonnell                           |
| Kopfbahnhof Streckenende (Strecke außer Betrieb) | 1304              | Alice Springs ehemals: Stuart        | Alice Springs ehemals: Stuart        |

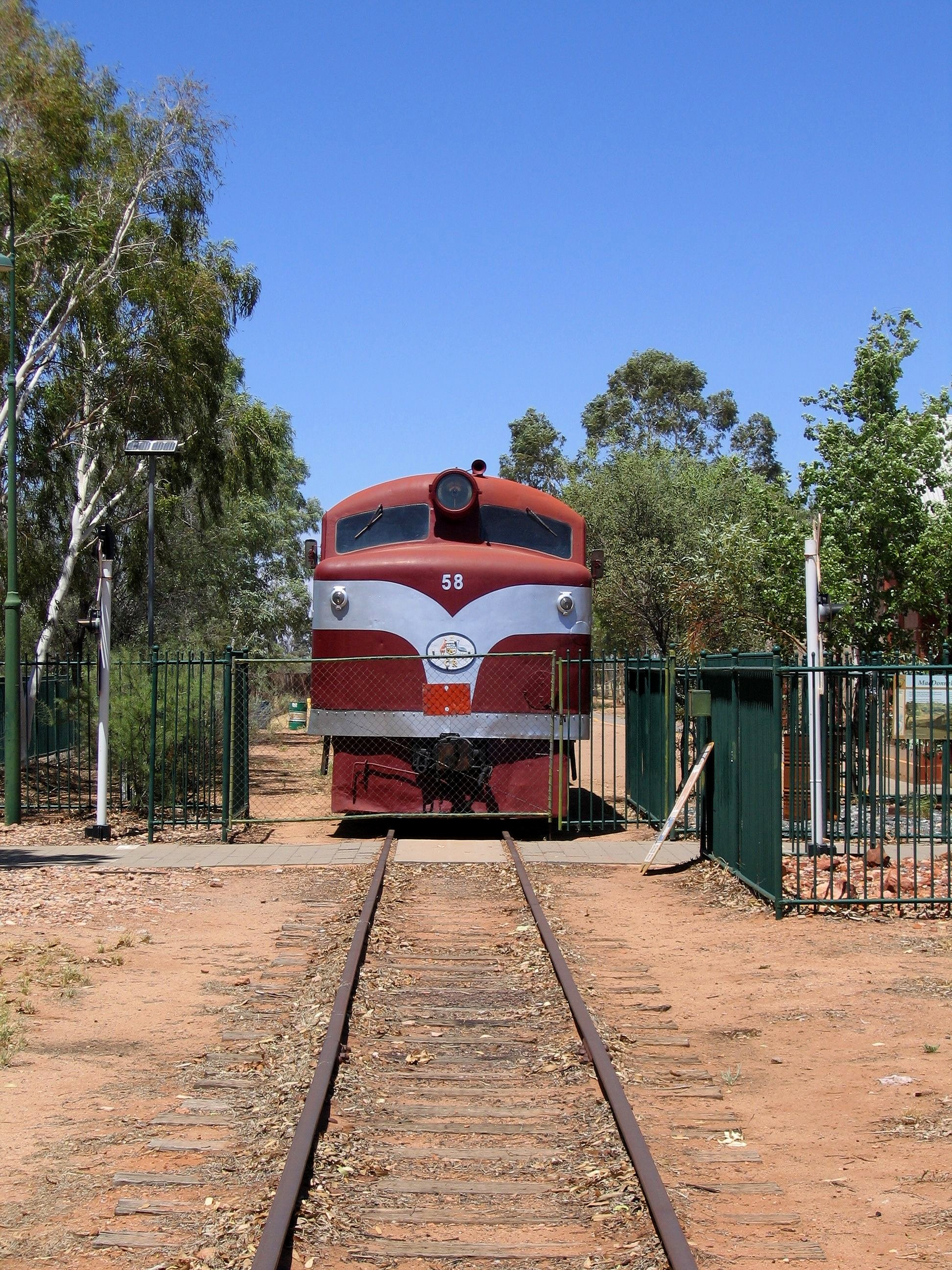
Commonwealth Railways Diesellokomotive der NSU-Klasse, ausgestellt im Museum Old Ghan Heritage Railway, Alice Springs

Die Great Northern Railway war eine Eisenbahn im Norden von Südaustralien und im Süden des Northern Territory, die in ihrem Endausbauzustand Port Augusta mit Alice Springs verband.

## Name
Die Bezeichnung Great Northern Railway weist die Bahnlinie als ein Projekt der Südaustralischen Eisenbahn aus. Begonnen wurde sie unter der Bezeichnung Port Augusta & Government Gums Railway (PA&GGR), es gab aber zahlreiche weitere Benennungen:
- Central Australia Railway[3] - wobei dies nicht mit der heute bestehenden normalspurigen Zentralaustralischen Eisenbahn verwechselt werden darf. Beide Bahnen verfolgten zwar das Ziel Darwin und Südaustralien zu verbinden. Der Great Northern Railway gelang das aber nicht.
- The Ghan[4]
- Oodnadatta Railway[5]
- Alice Springs Railway[5]
- North – South Railway – verwendet durch die Commonwealth Railways[6]
- Der erste Bauabschnitt wurde auch Port Augusta and Willochra Railway genannt.[7]

## Port Augusta & Government Gums Railway

### Baubeginn
Seit 1867 gab es mehrere – vergebliche – Versuche seitens des Parlaments und der Regierung von Südaustralien, Investoren für eine Eisenbahn zu finden, die den Nordosten der Kolonie erschließen sollte.
In den 1870er-Jahren ermächtigte das Parlament die Regierung von Südaustralien mit einem Gesetz über eine Eisenbahn von Port Augusta aus (Port Augusta and Overland Railways Act), Verhandlungen mit möglichen Investoren über ein Eisenbahnprojekt nach Norden aufzunehmen. Ohne es wirklich auszusprechen, war das Ziel damals wohl schon die australische Nordküste. Das Ziel Darwin (damals: Palmerston) wurde erstmals in einer parlamentarischen Anfrage im August 1873 angesprochen. Mit dem Port Augusta and Government Railways Act (Nr. 22) von 1876 wurde schließlich die gesetzliche Grundlage für den Bau der Bahn geschaffen. Im Oktober 1877 wurde nach einer Ausschreibung der Vertrag über den Bau der Bahn bis Government Gums in drei Bauabschnitten an eine private Baufirma vergeben.
Die Port Augusta & Government Gums Railway nahm ihren Ausgang von der Hafenstadt Port Augusta, das damals noch keinen Eisenbahnanschluss in Richtung Adelaide hatte. Die Bahn wurde so zunächst ab 1878 als Inselbetrieb errichtet. Ziel war vorrangig, das Gebiet nordöstlich von Port Augusta zu erschließen, wo damals ein zu erschließendes Weizenanbaugebiet vermutet wurde. Die Bahn wurde, weil sie so die Flinders Ranges über den Pichi Richi-Pass überwinden musste, relativ aufwändig trassiert. Die maximal zulässige Steigung wurde mit 1:60 (ca. 17 ‰) festgelegt. Die vermuteten Weizenanbaugebiete erwiesen sich aber nach kurzer Zeit als dafür völlig ungeeignet, so dass von diesem Projekt lediglich noch die aufgrund der Topographie betrieblich problematische Trasse Zeugnis ablegte.
Das zweite Ziel der Bahn, eine Verbindung nach Darwin zu schaffen, wurde allerdings – unterbrochen immer wieder von längeren Baupausen – weiter verfolgt.

### Bauabschnitte
Diese Baupausen wurden von verschiedenen interessierten Kreisen immer wieder wahrgenommen, über das Ziel der Bahn zu diskutieren, dafür zu werben, sie in New South Wales oder Queensland an das Eisenbahnnetz anzuschließen. Das führte zwar nie zu einem entsprechenden Ergebnis, hielt die Entscheidung über weitere Bauabschnitte der Bahn aber immer wieder auf. Die Bauetappen stellen sich folgendermaßen dar:
- 18. Januar 1878: Offizieller Beginn des Bahnbaus in Port Augusta. Gouverneur Sir William Jervois vollzieht den ersten Spatenstich. Die Arbeiten hatten allerdings tatsächlich schon im November 1877 begonnen.[14]
- 1879: Quorn (damals: Pinkerton), wird erreicht,
- und im April 1880 Hawker.[15] Damit war offiziell der erste Bauabschnitt beendet.
- Im Juli 1881 wurde Beltana (früher: Blinman Well) erreicht,
- Mit dem Erreichen von Government Gums / Farina im Mai 1882 wurde die Bahn als „Great Northern Railway“ bezeichnet.[16] Ursprünglich war Farina (Lateinisch: „Mehl“) als Endpunkt der Bahn gedacht. Das erhoffte ergiebige Weizenanbaugebiet in der Umgebung stellte sich aber als dafür ungeeignet heraus. Statt des Weizens wurden bedeutendstes Massentransportgut Rinder und Schafe. Diese aber kamen über verschiedene Landwege (Birdsville Track, Oodnadatta Track) am günstigsten in Marree (damals: Hergott Springs) zusammen.
- Ebenfalls am 17. Mai 1882 wurde der Abzweig von Quorn über den späteren Eisenbahnknoten Petersburg (später: Petersborough) nach Terowie fertig gestellt. Die Terowie and Pichi Richi Railway stellte den Anschluss der Great Northern Railway an das Betriebsende des südaustralischen Breitspurnetzes her. Für den durchgehenden Verkehr von Adelaide in das Landesinnere wurde Quorn so südlicher Ausgangspunkt der Great Northern Railway. In Quorn wurde deshalb bis 1883 auch ein entsprechend großes Ausbesserungswerk errichtet, das den gesamten südlichen Lokomotivbestand – gerechnet wurde mit etwa 25 Maschinen – für eine zentralaustralische Eisenbahn betreuen können sollte.[17]

### Abschnittweise Eröffnung
Am 15. Dezember 1879 wurde der erste Abschnitt der Strecke zwischen Port Augusta und Quorn der Staatsbahn übergeben, nachdem der Bauunternehmer schon seit dem 19. Juni Zugverkehr angeboten hatte. Es folgten:
- 17. Mai 1880 der Abschnitt nach Hawker[15]
- 1. Juli 1881 der Abschnitt nach Beltana
- Am 18. April 1882 wurde der ursprünglich vorgesehene Endpunkt der Linie, Government Gums (Farina) erstmals von einem Bauzug angefahren, der fahrplanmäßige Verkehr am 17. Mai des gleichen Jahres aufgenommen. Es folgten
- 7. Februar 1884 der Abschnitt nach Hergott Springs (Marree)
- 1. Februar 1888 der Abschnitt nach Coward Springs
- 1. Juni 1889 der Abschnitt nach William Creek
- 1. November 1889 der Abschnitt nach Warrina
- 7. Januar 1891 der Abschnitt nach Oodnadatta

## Great Northern Railway

### Bauabschnitte
- 1883 wurde Marree erreicht.
- Mit dem Gesetz Nr. 413 von 1887 des südaustralischen Parlaments wird der Weiterbau der Bahn nach „Angle Pole“ (Oodnadatta) beschlossen. Zugleich bezeichnet dieses Gesetz die Bahn erstmals ganz offiziell als „Great Northern Railway“.[16]
- 1888 ist die Strecke bis Coward Springs fertiggestellt.
- 1890: Oodnadatta wird erreicht.[19] In den folgenden Jahren gibt es verschiedene Versuche, die Strecke nördlich von Oodnadatta von privater Seite errichten zu lassen, die dafür mit großen Landflächen entlang der Strecke “bezahlt” werden soll (sogenanntes “land grant system”). Das scheitert aber.
- 1902 beschloss das südaustralische Parlament das Gesetz Nr. 803, das den Weiterbau der Bahn zwischen Oodnadatta und Pine Creek ermöglichen sollte. Das sollte erneut mit dem “land grant system” geschehen. Ein Investor, der sich darauf eingelassen hätte, fand sich wieder nicht. Südaustralien verlor das Interesse an einer zentralaustralischen Eisenbahn und am Northern Territory[20] überhaupt, das in den folgenden Jahren dem Australischen Bund übergeben wurde.
- 1917 wurde Port Augusta östliche Endstation der normalspurigen Transaustralischen Eisenbahn und erhielt aus diesem Anlass einen neuen Bahnhof.[21]
- 1926 kamen die Regierungen von Südaustralien und der Föderation überein, die Bahn nach Alice Springs (damals: Stuart) zu verlängern. Die Arbeiten begannen am 8. April 1926, der offizielle „erste Spatenstich“ dafür erfolgte allerdings erst am 21. Januar 1927.[22]
- Am 2. August 1929 wird die Strecke bis Alice Springs fertiggestellt.[23] Der Weiterbau in Richtung zur Betriebsspitze der North Australian Railway erfolgt aber nicht mehr.

### Fahrzeuge
Zu Betriebsbeginn standen der Bahn 7 Lokomotiven der Klasse W zur Verfügung. Der Bauunternehmer verfügte über weitere vier für seine Bauzüge. Weiter gab es zwei Reisezugwagen, beide je erster und zweiter Wagenklasse. Die Sitze waren entlang den Außenwänden zur Wagenmitte hin angeordnet. Weiter gab es 166 Güterwagen. Diese hatten alle nur Handbremsen, die in den Steilstrecken zusätzlich zur Bremsleistung der Lokomotive zu bedienen waren. Außerdem gab es Bremswagen, in denen Zugbegleiter zusätzliche Bremsen anziehen konnten. Diese wurden in schweren Güterzügen paarweise am Zugende so eingesetzt, dass sie beide von einem Zugbegleiter bedient werden konnten. Die Fahrzeuge waren mit einer Mittelpufferkupplung nach Stapleford ausgerüstet.

### Betrieb
Problematisch war während der Zeit des Dampfbetriebes die Wasserversorgung der Lokomotiven. Soweit möglich, wurden Bohrungen niedergebracht, da das Grundwasser relativ rein war. Das an manchen Stellen artesisch austretende Grundwasser war dagegen in der Regel stark mineralhaltig und setzte die Röhren der Dampfkessel in relativ kurzer Zeit zu. In Marree wurde sogar eine Destillationsanlage für das Wasser errichtet, um die Minerale aus dem Wasser entfernen zu können.
Problematisch war weiter die kostensparende Bauausführung der Strecke jenseits von Marree: Nördlich von Marree führen Flüsse nur selten Wasser. Um teure Brücken zu vermeiden, wurde die Strecke als „Furt“ durch die Flussbetten verlegt und der Verkehr bei Überflutung dann für einige Tage unterbrochen.

### Verkehr
Güterzüge mit Personenbeförderung waren der Normalfall der Personenbeförderung auf der Strecke, sogenannte Mixed, die an jeder Station hielten. Diese wurden auch als Oodna Bumber verspottet. Angeblich hielt der Zug sogar nach Regenfällen auf der freien Strecke, damit Passagiere die dann in der Wüste aufblühenden Blumen pflücken konnten. Bei Fahrten von Adelaide nach Oodnadatta schloss die Reise zwei fahrplanmäßige Hotelübernachtungen in Quorn oder Port Augusta sowie Marree ein. Die Fahrt dauerte also drei Tage und wurde alle 14 Tage angeboten.
Hauptsächlich aber befuhren die Strecke Güterzüge. Dabei waren der Abtransport von Rindern und Schafen von den Zuchtgebieten entlang der Strecke in den Großraum Adelaide ein Schwerpunkt.

### Sicherheit
Die Strecke war zur Betriebssicherheit in Blockabschnitte eingeteilt. Diese durften – bei unbesetzten Kreuzungsstellen – nur nach Fahrplan befahren werden und wenn der Zugführer ein dort ausliegendes Block-Buch zeichnete, in dem die Einfahrzeit vermerkt wurde. Ein nachfolgender Zug musste einen vorgegebenen Zeitabstand einhalten, bevor er nachfolgen durfte. Das ermöglichte es dem Zugführer eines liegengebliebenen vorfahrenden Zuges den nachfolgenden vor dem Hindernis zu warnen. Bei Blockeinfahrtstellen, die mit Personal besetzt waren, konnten sich die Fahrdienstleiter an den Endpunkten telegrafisch absprechen, parallele Einträge in ihre Block-Bücher vornehmen, von denen der Lokführer eine Durchschrift erhielt. Ein- und Ausfahrsignale wurden an den besetzten Bahnhöfen 1883/84 installiert. Die Bahn besaß südlich von Beltana eigene Telegrafenleitungen, nördlich von Beltana nutzte sie die Transaustralische Telegrafenleitung. Die Höchstgeschwindigkeit lag bei 30 Meilen pro Stunde (mph), ca. 45 km/h, auf wenigen Geraden bei 35 mph (knapp 55 km/h).
Alle 30 Meilen entlang der Strecke waren Bauunterhaltungstrupps stationiert, die – auch mit Wasser – von Zügen versorgt wurden.

## Übergang an den Australischen Bund

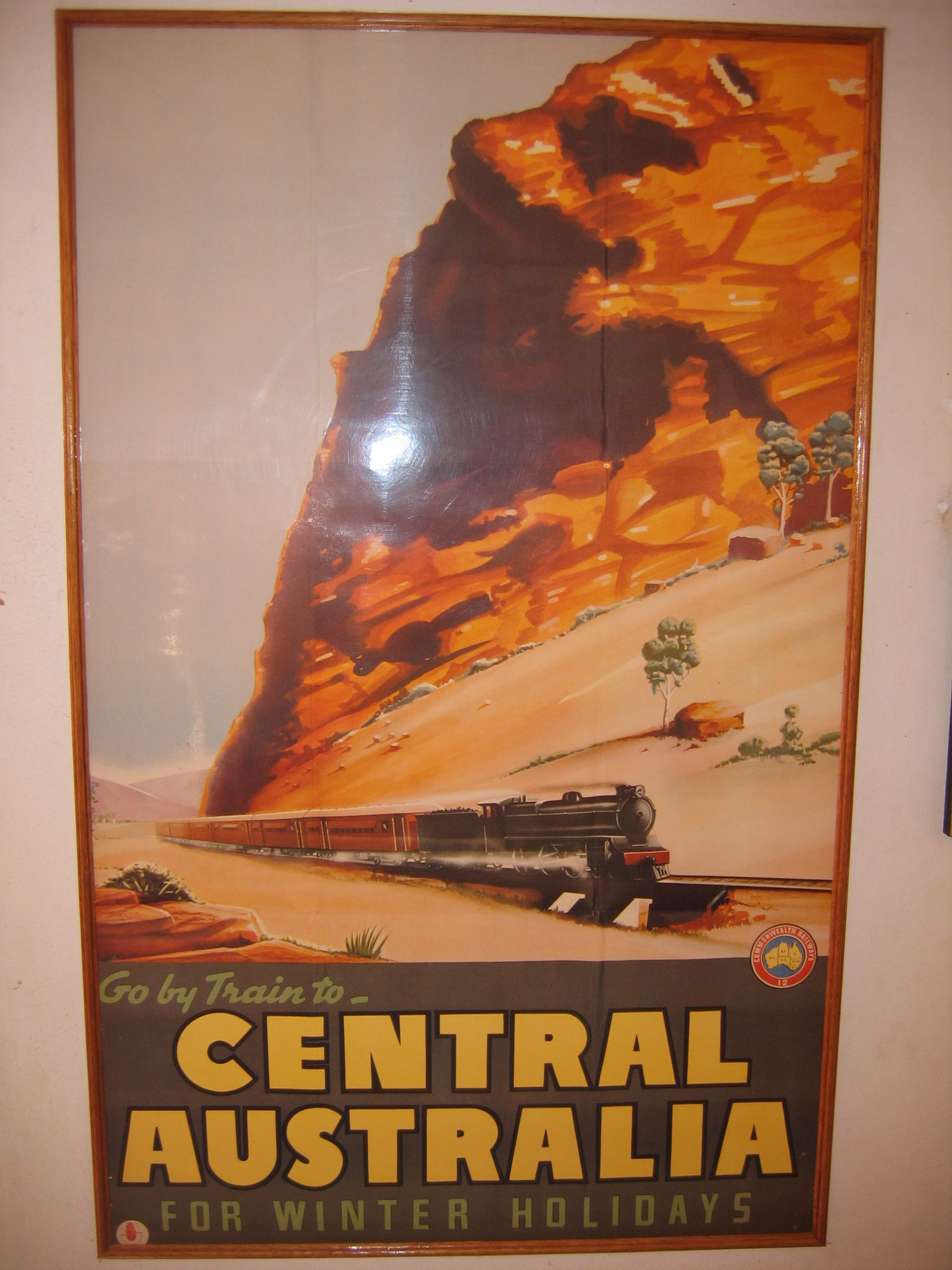

Erneute Bewegung kam in den Bau der Strecke mit der Übertragung des Northern Territory in die Verwaltung des Australischen Bundes 1911. Sowohl im südaustralischen Northern Territory Surrender Act von 1908 als auch im Northern Territory Acceptance Act von 1910 wurde der Bau der Strecke gesetzlich verankert. Die Eisenbahninfrastruktur der Great Northern Railway ging, ebenso wie die Nordaustralische Eisenbahn im Hinblick auf die Verbindung beider Strecken zu einer zentralaustralischen Eisenbahn auf den Bund über. Die Verladeanlagen in Port Augusta wurden erst 1914, der Personenbahnhof in Port Augusta erst 1918 übertragen. Da aber der Australische Bund zu diesem Zeitpunkt noch keine eigene Eisenbahngesellschaft besaß, betrieb die Südaustralische Eisenbahn zunächst den Eisenbahnverkehr auf der Great Northern Railway weiter. Die Eisenbahnfahrzeuge blieben zu diesem Zweck Eigentum der Südaustralischen Eisenbahn. Ab 1923 entfielen die Übernachtungspausen für den „Mixed“. Er fuhr nun ohne die Unterbrechung in Marree von Port Augusta bis Oodnadatta durch. Zugleich wurde erstmals ein Schlafwagen angeboten. Diese Neuerung verkürzte die Reisezeit zwischen Adelaide und Oodnadatta um einen Tag. Mit dieser Neuerung kam auch ein neuer Name für den Zug auf: The Ghan
Nachdem der Australische Bund sich zum Bau der Transaustralischen Eisenbahn mit der Commonwealth Railways eine eigene Eisenbahngesellschaft geschaffen hatte, übernahm er zum 1. Januar 1926 auch den Betrieb der Great Northern Railway. Die Verhandlungen erwiesen sich als schwierig, da die Parteien sich nicht über die Übergabe der Fahrzeuge einigen konnten. Letztendlich zog die Südaustralische Eisenbahn ihre Fahrzeuge ab und die Commonwealth Railways beschafften sich neue, nun alle mit Westinghouse-Luftdruckbremsen ausgestattet. The Ghan verkehrte jetzt zwischen Port Augusta und Oodnadatta, Reisende aus Adelaide mussten in Quorn, dem Übergabebahnhof zwischen Commonwealth Railways und Südaustralischer Eisenbahn, umsteigen. Unter der Regie der Commonwealth Railways wurde der Bahnbau fortgesetzt. In Betrieb gingen:
- 23. Dezember 1928 der Abschnitt von Oodnadatta nach Rumbalara und am
- 2. August 1929 die restliche Strecke bis Alice Springs.[23]

Infolge der Weltwirtschaftskrise und fehlender finanzieller Mittel wurde der Weiterbau 1929 eingestellt.
Die Lücke im transkontinentalen Verkehr zwischen Alice Springs und Larrimah, dem betrieblichen Südende der Nordaustralischen Eisenbahn nach Darwin, wurde durch Lkw-Verkehr, später durch Road Trains geschlossen, ein mit zweimaligem Umladen verbundenes, nicht sehr effektives Verfahren, das auch durch eisenbahneigene Straßentransporte nicht verbessert wurde. Der Straßentransport erfolgte auch nach Queensland, z. B. nach Mount Isa.
Während des Zweiten Weltkriegs wurden zusätzlich zu dem zivilen Verkehr noch täglich vier Züge in jeder Richtung für das Militär gefahren. Damit war die Kapazität der Strecke erreicht und auch ihre höchste je gegebene Auslastung.

## Umstrukturierung
| Streckenlänge: | 350 km               |                                       |                                       |
| Spurweite: | 1435 mm (Normalspur) |                                       |                                       |
| |                      |                                       |                                       |
| \| \| [37] \| \| \| \| \| \| Transaustralische Eisenbahn von Perth \| \| \| \| 85 \| Port Augusta \| Port Augusta \| \| \| 92 \| Stirling North \| Stirling North \| \| \| \| nach Port Pirie und Adelaide \| \| \| \| 106 \| Emeroo \| Emeroo \| \| \| 127 \| Wilkatana \| Wilkatana \| \| \| 147 \| Yadlamalka \| Yadlamalka \| \| \| 167 \| Neuroodla \| Neuroodla \| \| \| 185 \| Cotabena \| Cotabena \| \| \| 206 \| Moralana \| Moralana \| \| \| \| Moralana Creek \| \| \| \| 231 \| Brachina \| Brachina \| \| \| 254 \| Parachilna \| Parachilna \| \| \| 271 \| Nilpena \| Nilpena \| \| \| 287 \| Beltana \| Beltana \| \| \| 325 \| Copley \| Copley \| \| \| 336 \| Telford \| Telford \| \| \| \| Leigh Creek Kohlenbergwerk \| \| \| \| 357 \| Lyndhurst \| Lyndhurst \| \| \| 382 \| Farina ehemals: Government Gums \| Farina ehemals: Government Gums \| \| \| 435 \| Marree ehemals: Hergott Springs \| Marree ehemals: Hergott Springs \| |                      |                                       |                                       |
| | [ 37 ]               |                                       |                                       |
| Strecke |                      | Transaustralische Eisenbahn von Perth | Transaustralische Eisenbahn von Perth |
| Bahnhof | 85                   | Port Augusta                          | Port Augusta                          |
| Bahnhof | 92                   | Stirling North                        | Stirling North                        |
| Abzweig geradeaus und nach rechts |                      | nach Port Pirie und Adelaide          | nach Port Pirie und Adelaide          |
| Bahnhof | 106                  | Emeroo                                | Emeroo                                |
| Bahnhof | 127                  | Wilkatana                             | Wilkatana                             |
| Bahnhof | 147                  | Yadlamalka                            | Yadlamalka                            |
| Bahnhof | 167                  | Neuroodla                             | Neuroodla                             |
| Bahnhof | 185                  | Cotabena                              | Cotabena                              |
| Bahnhof | 206                  | Moralana                              | Moralana                              |
| Brücke über Wasserlauf |                      | Moralana Creek                        | Moralana Creek                        |
| Bahnhof | 231                  | Brachina                              | Brachina                              |
| Bahnhof | 254                  | Parachilna                            | Parachilna                            |
| Bahnhof | 271                  | Nilpena                               | Nilpena                               |
| Bahnhof | 287                  | Beltana                               | Beltana                               |
| Bahnhof | 325                  | Copley                                | Copley                                |
| Bahnhof | 336                  | Telford                               | Telford                               |
| Abzweig ehemals geradeaus und nach links |                      | Leigh Creek Kohlenbergwerk            | Leigh Creek Kohlenbergwerk            |
| Bahnhof (Strecke außer Betrieb) | 357                  | Lyndhurst                             | Lyndhurst                             |
| Bahnhof (Strecke außer Betrieb) | 382                  | Farina ehemals: Government Gums       | Farina ehemals: Government Gums       |
| Kopfbahnhof Streckenende (Strecke außer Betrieb) | 435                  | Marree ehemals: Hergott Springs       | Marree ehemals: Hergott Springs       |

### Bau
Schon in den 90er Jahren des 19. Jahrhunderts wurde versucht, die Kohlenvorräte in Leigh Creek für die Dampflokomotiven der Strecke zu nutzen. Sie hatten dafür aber einen viel zu niedrigen Brennwert. Während des Zweiten Weltkriegs wurde erneut versucht, die Kohlenvorräte in Leigh Creek abzubauen. Aber erst als nach dem Krieg in Port Augusta zwei Kraftwerksblöcke errichtet wurden, die genau für diese Kohle eingerichtet waren, lohnte sich der Abbau. Gleichzeitig aber war die Bahn mit dem Transport der Kohle überfordert. Die mit erheblichen Steigungen und engen Kurven versehene Strecke durch die Flinders Ranges war für schwere Kohlezüge wirtschaftlich nicht befahrbar. So entstand nach einer Empfehlung der Commonwealth Railways von 1948 der Plan, zwischen Stirling North und Leigh Creek eine Strecke in Normalspur neu zu errichten. Jetzt kam es zu einer Auseinandersetzung zwischen dem Bund und dem Staat Südaustralien über die Führung der neuen Linie. Der Bund plädierte für eine neue, kürzere Trasse in ebenerem Gelände, Südaustralien dafür, die alte Trasse beizubehalten, um den Anliegern das Bahnangebot zu erhalten. So begannen die Bauarbeiten zunächst für das hinsichtlich der Streckenführung unumstrittene Stück der Bahn am 27. August 1951 zwischen dem Kohlebergwerk und Brachina. In Brachina waren die Arbeiten am 28. Mai 1955 fertig gestellt, Telford (Leight Creek) am 17. Mai 1956. Eine Schiedskommission sprach sich dann 1952 für die vom Bund gewünschte Streckenführung aus, die anschließend auch errichtet wurde. Bis zum 29. Juni 1957 wurde die Normalspur von Telford noch bis Marree verlängert.

### Pickaback
Eine betriebliche Besonderheit waren die während der Bauphase verwendeten Pickaback-Züge. Die Züge bestanden aus normalspurigen Rollwagen-Kompositionen, auf denen ganze Schmalspurzüge verladen werden konnten und wurden solange eingesetzt, wie die Strecke teilweise normalspurig, teilweise schmalspurig betrieben wurde. Die Verladeanlage stand zunächst in Brachina, wurde aber nach Abschluss der Bauarbeiten nach Marree transloziert, wo sie dazu diente, Schmalspurfahrzeugen zu verladen, die nach Port Augusta in das Ausbesserungswerk gefahren werden mussten.

### Konsequenzen
Die alte Strecke zwischen Brachina und Hawker wurde zum 13. August 1955 für den Regelverkehr aufgegeben, aber noch einige Jahre für Überführungsfahrten genutzt. Ebenso aufgegeben wurde die im Unterhalt und Betrieb aufwändige Querung des Pichi Richi-Passes zwischen Quorn und Stirling North. Die Strecke zwischen Quorn und Hawker blieb bis 1972 in Betrieb und war über Peterborough und Terowie an das übrige Bahnnetz angeschlossen.
Die nördlich von Marree verbleibende Schmalspurbahn fuhr als Inselbetrieb bis 1981 weiter, immer wieder einmal durch Sandverwehungen oder Fluten unterbrochen, die einen Abschnitt der Strecke wegspülten oder unpassierbar machten. Nördlich von Oodnadatta wies die Strecke kaum noch Brücken auf und überquerte Flussbetten, die überwiegend trocken liegen, auf Dämmen, die von dem sehr plötzlich auftretenden Wasser nach Regenfällen weggerissen wurden. Der Betrieb wurde eingestellt, als 1981 die Zentralaustralische Eisenbahn eröffnet wurde. Sie ist 200 km westlich, in günstigerem Gelände trassiert, verlässt die Transaustralische Eisenbahn in Tarcoola und führt von dort nach Alice Springs.

### Pichi Richi Railway
Der Abschnitt zwischen Stirling North und Quorn wurde der Pichi Richi Railway Preservation Society zum Betrieb einer Museumsbahn übergeben, die zunächst zwischen Quorn und Woolshed Flat, dann erweitert bis Stirling North und seit 2002 wieder bis Port Augusta fährt. Dazu wurde das Schmalspurgleis wieder instand gesetzt. Der Zug verkehrt als die Pichi Richi Railway (PRR), benannt nach dem Pichi Richi Pass, den die Bahn überquert.

### The Old Ghan Heritage Railway

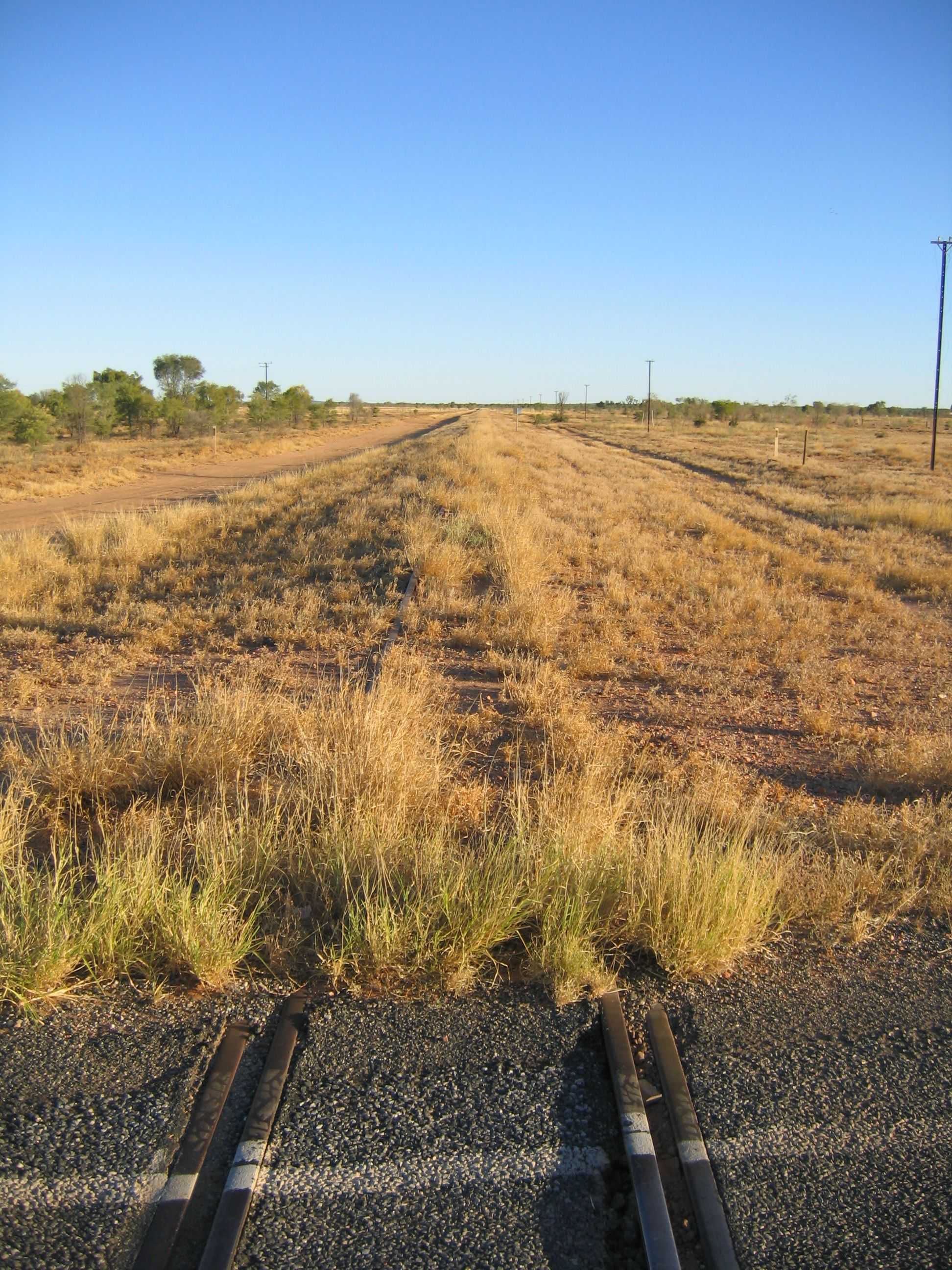
Strecke, Zustand 2009, südlich von Alice Springs

Auch am Nordende der ehemaligen Great Northern Railway entstand ein Eisenbahnmuseum. Am südlichen Stadtrand von Alice Springs zeigt das Museum Old Ghan Heritage Railway zahlreiche Exponate aus der Geschichte der Bahn.